# The Transformers (сезон 1)
Список серий первого сезона мультсериала The Transformers — перечень и краткое содержание эпизодов первого сезона американского мультсериала The Transformers (известного также под неофициальным названием «Трансформеры: Первое поколение», или «Трансформеры G1»).
Первые три эпизода (так называемые «пилотные серии») объединены в относительно самостоятельный мини-сериал. Их общее название — «Не всё так просто» — стало своего рода эпиграфом ко всей последующей эпопее о жизни и подвигах трансформеров.

## Предыстория
…Давным-давно, в одной очень далёкой галактике, на металлической планете Кибертрон обитали две враждующие расы огромных живых роботов — добрые автоботы и злые десептиконы. Добрые и благородные автоботы желали жить в мире и гармонии, а у злых и жестоких десептиконов была лишь одна цель — властвовать во Вселенной. За многие века непрерывных войн энергоресурсы Кибертрона иссякли, и автоботы во главе с мудрым и благородным Оптимусом Праймом решили отправиться в глубины космоса на поиски новых источников энергии. Но об этом проведал вождь десептиконов — жестокий Мегатрон…

## Список серий
| № общий | № в сезоне | Название                                                           | Автор сценария           | Дата премьеры    | Произв. код |
| --- | ---------- | ------------------------------------------------------------------ | ------------------------ | ---------------- | ----------- |
| 1 | 1          | «More Than Meets the Eye (Part 1)» «Не всё так просто (Часть 1)»   | Джордж Артур Блум        | 17 сентября 1984 | MP4023      |
| Корабль «Арк», на борту которого идёт схватка между автоботами и десептиконами, терпит крушение на планете Земля… Через 4 миллиона лет мощный выброс энергии во время извержения вулкана выводит трансформеров из коматозного состояния; они активируются и в целях маскировки принимают облик земных механизмов. Десептиконы пробуждаются первыми; покинув «Арк», они начинают строить собственный космический крейсер и устраивать вылазки за энергией. На плавучей нефтяной вышке происходит их первая (после отлёта с Кибертрона) стычка с Автоботами... |            |                                                                    |                          |                  |             |
| 2 | 2          | «More Than Meets the Eye (Part 2)» «Не всё так просто (Часть 2)»   | Джордж Артур Блум        | 18 сентября 1984 | MP4024      |
| У автоботов появляются первые союзники среди землян — нефтяник Факел Уитвики и его сын Спайк. Разведчик Мегатрона, Бархан, проникает на базу автоботов и «скачивает» с главного компьютера данные об энергоресурсах Земли. Руководствуясь полученными сведениями, десептиконы атакуют дамбу Шермана — самую большую и мощную гидроэлектростанцию в Западном полушарии. Но, встретив решительный отпор со стороны автоботов, они переключают своё внимание на другой источник энергии — рубиновые шахты Бирмы…                                                |            |                                                                    |                          |                  |             |
| 3 | 3          | «More Than Meets the Eye (Part 3)» «Не всё так просто (Часть 3)»   | Джордж Артур Блум        | 19 сентября 1984 | MP4025      |
| Используя умение Охотника создавать голограммы, автоботы готовят ловушку для десептиконов, но Мегатрон разгадывает их хитрость. Закончив постройку крейсера и набрав достаточное количество энергии, десептиконы отбывают на Кибертрон. Автобот Мираж успешно справляется с задачей, оказавшейся не под силу самому Оптимусу Прайму — любой ценой остановить врага: пробравшись на корабль десептиконов, он выводит из строя его систему управления, и тот падает в океан…                                                                                   |            |                                                                    |                          |                  |             |
| 4 | 4          | «Transport to Oblivion» «Путь в никуда»                            | Брюс Малек, Дик Роббинс  | 6 октября 1984   | 700-01      |
| Прошёл месяц с тех пор, как затонул корабль десептиконов, и автоботы считают, что с ними покончено. Но вскоре им приходится убедиться в обратном: десептиконы выжили, и теперь налаживают космический мост между Землёй и Кибертроном, чтобы доставлять туда контейнеры с энергией. В качестве «подопытного кролика» для проверки моста Мегатрон собирается использовать Спайка Уитвики. Но своевременное вмешательство автоботов приводит к тому, что первым, кто отправляется по космическому мосту в неизвестность, оказывается… сам Мегатрон.            |            |                                                                    |                          |                  |             |
| 5 | 5          | «Roll for It /Поехали!»                                            | Дуглас Бут               | 13 октября 1984  | 700-02      |
| Мегатрон благополучно возвращается на Землю (к большому разочарованию Скандалиста, уже успевшего провозгласить себя новым лидером десептиконов) и организует нападение на секретную лабораторию, в которой получена формула антиматерии. Но доктор Альказар, руководитель лаборатории, успел стереть заветную формулу из памяти компьютера, и теперь её тайной владеет только один человек — юный «компьютерный гений» Чип Чейз… |            |                                                                    |                          |                  |             |
| 6 | 6          | «Divide and Conquer /Разделяй и властвуй»                          | Дональд Ф.Глат           | 20 октября 1984  | 700-03      |
| Оптимус Прайм серьёзно пострадал в очередной стычке с десептиконами. Чтобы достать необходимую для его ремонта деталь, четверо самых сильных автоботов (Броневик, Шершень, Молниевик и Следопыт), взяв с собой Чипа Чейза, переправляются по космическому мосту на Кибертрон. Мегатрон решает воспользоваться удобным моментом и напасть на базу автоботов, пока их силы разобщены, а Прайм небоеспособен. Однако его ждёт неприятный сюрприз… |            |                                                                    |                          |                  |             |
| 7 | 7          | «Fire in the Sky /Огонь в небе»                                    | Альфред А.Пигел          | 27 октября 1984  | 700-04      |
| В Арктике десептиконы, добывая энергию, обнаруживают вмёрзшее в лёд тело гигантского трансформера. Скандалист узнаёт в нём своего давнего друга — Истребителя, который пропал без вести во время одной из их совместных научно-исследовательских экспедиций к Земле. Это произошло задолго до начала войны. Чью сторону примет Истребитель теперь? |            |                                                                    |                          |                  |             |
| 8 | 8          | «S.O.S. Dinobots /На помощь, диноботы»                             | Дональд Ф.Глат           | 27 октября 1984  | 700-05      |
| Сконструированные Гонщиком и Храповиком Диноботы — трансформеры-динозавры Смельчак, Слэг и Сладж — громят базу автоботов. Рассерженный Оптимус Прайм приказывает замуровать их в пещере, но после того, как Диноботы вызволяют его и других автоботов из ловушки, подстроенной десептиконами, сменяет гнев на милость и принимает Диноботов в свой отряд. |            |                                                                    |                          |                  |             |
| 9 | 9          | «Fire on the Mountain» «Схватка на вершине»                        | Дуглас Бут               | 22 декабря 1984  | 700-06      |
| В древнем храме инков хранится таинственный «Кристалл Силы», позволяющий регулировать выбросы подземной энергии. Мегатрон планирует использовать его в качестве основного компонента своего нового сверх-оружия. Стремясь помешать ему, автоботы обращаются за содействием к Истребителю… |            |                                                                    |                          |                  |             |
| 10 | 10         | «War of the Dinobots» «Война диноботов»                            | Дональд Ф.Глат           | 24 ноября 1984   | 700-07      |
| Оценив силу Диноботов и вызнав благодаря Бархану их слабости, Мегатрон решает переманить их на свою сторону. По его наущению Смельчак вызывает Оптимуса Прайма на бой за право быть вождём автоботов. На помощь Прайму прибывают двое новых, только что созданных Диноботов — Снарл и Свуп. Пока идёт сражение, десептиконы похищают насыщенный энергией метеорит, который Диноботы должны были охранять… |            |                                                                    |                          |                  |             |
| 11 | 11         | «The Ultimate Doom (Part 1)» «Окончательное уничтожение (Часть 1)» | Лэрри Стросс             | 3 ноября 1984    | 700-08      |
| Мегатрону уже недостаточно перебрасывать энергию с Земли на Кибертрон — он надумал притянуть сам Кибертрон на орбиту Земли. Руками людей, зомбированных земным союзником Мегатрона — доктором Аркевиллем, сооружён сверхмощный космический мост. Даже сам Оптимус Прайм оказывается не в состоянии помешать Мегатрону привести в исполнение его зловещий замысел. Кибертрон стремительно приближается к Земле… |            |                                                                    |                          |                  |             |
| 12 | 12         | «The Ultimate Doom (Part 2)» «Окончательное уничтожение (Часть 2)» | Эрл Кресс                | 10 ноября 1984   | 700-09      |
| Под воздействием притяжения Кибертрона на Земле начинаются чудовищные катаклизмы. Автоботам приходится разделиться. Пока одни из них пытаются сдерживать напор стихии, другие — Гонщик, Силач, Следопыт, Шершень и Истребитель — летят вместе со Спайком на Кибертрон, чтобы найти Факела, увезённого десептиконами, а заодно выяснить, каким образом Мегатрон сумел превратить землян в покорных рабов, и попытаться освободить их… |            |                                                                    |                          |                  |             |
| 13 | 13         | «The Ultimate Doom (Part 3)» «Окончательное уничтожение (Часть 3)» | Лео Д.Пор                | 17 ноября 1984   | 700-10      |
| Сила притяжения Кибертрона грозит разорвать Землю на части. Между автоботами и десептиконами начинается решающая битва, от исхода которой зависит само существование нашей планеты. Под натиском автоботов десептиконы вынуждены отступить. Мегатрон, бросив своих подчинённых, с грузом награбленной энергии стартует с Земли на Кибертрон, но автоботы открывают огонь по его звездолёту. Энергокубы, находящиеся на его борту, взрываются, и мощнейшая ударная волна отбрасывает Кибертрон обратно в космос. Но Мегатрон уцелел и жаждет мести…           |            |                                                                    |                          |                  |             |
| 14 | 14         | «Countdown to Extinction» «Отсчёт гибели»                          | Рид Роббинс, Питер Сэлас | 1 декабря 1984   | 700-11      |
| Скандалист, думая, что Мегатрон погиб, намеревается завершить проект разрушения Земли, рассчитывая собрать при этом достаточно энергии для того, чтобы самому стать повелителем Вселенной. Однако совместными усилиями Прайму и Мегатрону удаётся обезвредить взрывное устройство, установленное им в лаборатории Аркевилля. Удивлённый тем, что его план не сработал, Скандалист возвращается с Кибертрона на Землю… прямо в «нежные объятия» разъярённого Мегатрона.                                                                                       |            |                                                                    |                          |                  |             |
| 15 | 15         | «A Plague of Insecticons» «Нашествие инсектиконов»                 | Дуглас Бут               | 29 декабря 1984  | 700-12      |
| В джунглях Индонезии десептиконы встречают своих родственников — инсектиконов, способных трансформироваться во всеядных механических насекомых. Вместе с ними они нападают на нефтеперерабатывающий завод. Но пока десептиконы сражаются с подоспевшими автоботами, инсектиконы «под шумок» съедают всю собранную энергию… |            |                                                                    |                          |                  |             |
| 16 | 16         | «Heavy Metal War» «Война тяжёлого металла»                         | Дональд Ф.Глат           | 15 декабря 1984  | 700-13      |
| Мегатрон предлагает Оптимусу Прайму решить исход войны по старинному обычаю Кибертрона — поединком лидеров. Он не сомневается в своей победе, поскольку вобрал в себя силу всех десептиконов, хотя это и против правил. А чтобы автоботы ничего не заподозрили, Мегатрон приказывает Конструктиконам сломать «Телетрон 1». Но он не принял во внимание Диноботов… В итоге обман раскрывается, и возмущённые автоботы сбрасывают всех десептиконов, включая и Мегатрона, в лавовый поток.                                                                     |            |                                                                    |                          |                  |             |